# Buglyos fátyolvirág

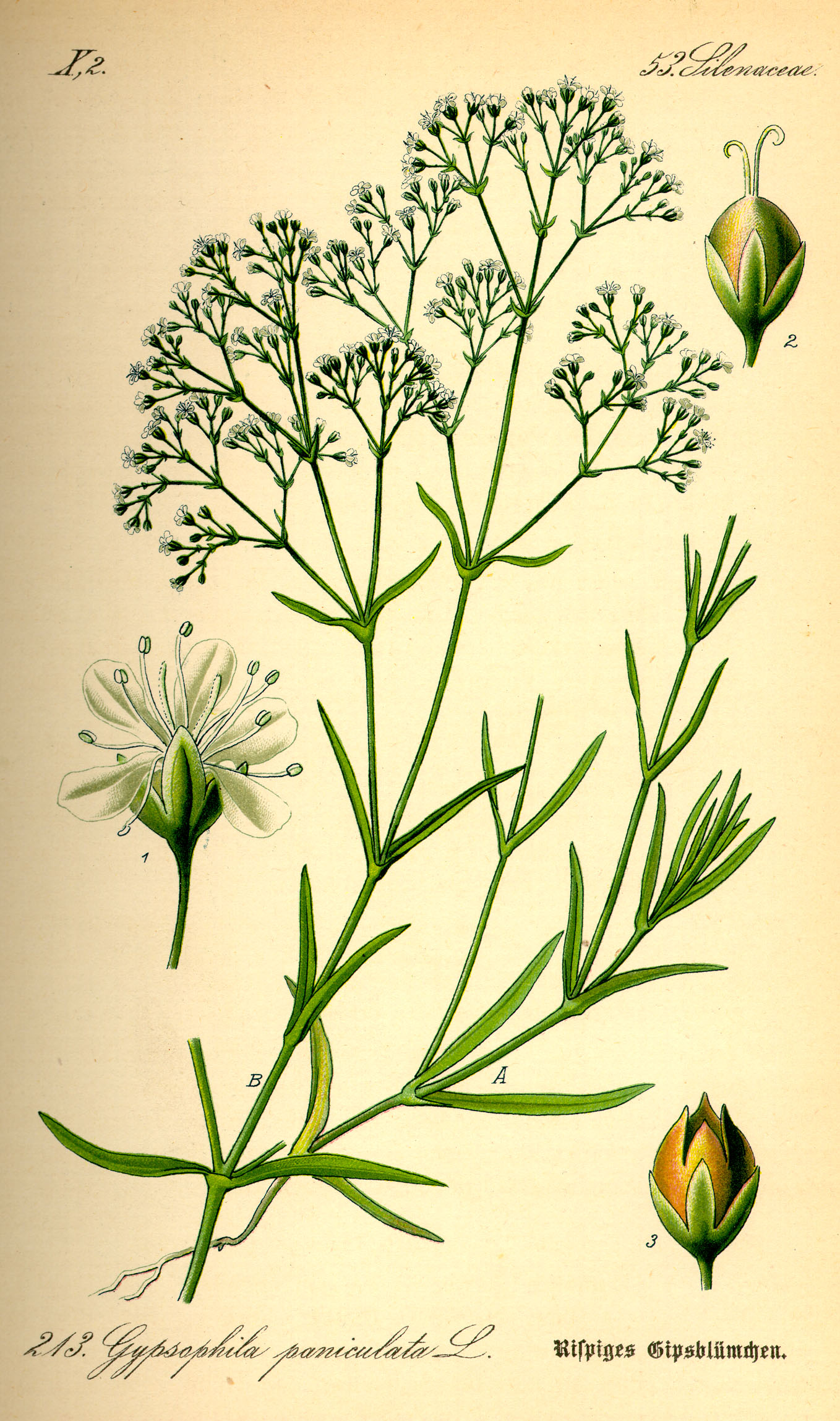
Illusztráció a buglyos fátyolvirágról

A buglyos fátyolvirág vagy egyszerűen csak fátyolvirág (Gypsophila paniculata) a szegfűvirágúak rendjébe, ezen belül a szegfűfélék családjába tartozó növényfaj, melyet boglyas fátyolvirágnak, illetve magyar szappangyökérnek is neveznek. Népies nevei: szappanozófű, patikai tajtékozófű, ebmankóró, boglyas dercefű.

## Elterjedés, élőhely
Laza homokos talajon, vasúti töltéseken, gátakon illetve a Bugac homokbuckáin élő évelő növény. Virágzása június - július között tart.
A Közép- és Kelet-Európában őshonos növény inváziós faj Észak-Amerika nagy részén.

## Megjelenés, jellemzők
Szára 0,5-1 méter magasra is megnőhet, felfele dús elágazásokban folytatódik, ízelt. Levelei 3-6 centiméter hosszúak, keresztben átellenesek, lándzsa alakúak, ép szélűek. Virágai aprók, fehéres színűek összetett bogot alkotnak a szárak végein. Gyökere karó alakú, kívül világosbarna, belül húsos sárgásfehér színű, 2 méter hosszúságra is megnőhet, vastagsága elérheti a 15 centimétert.

## Hatóanyagok
Drogja a fehér magyar szappangyökér (Saponariae albae Hungaricae radix), amely nagy mennyiségű szaponint tartalmaz.

## Gyógyhatás
Nyálkaoldó, köptető kanalas orvosság készül belőle.

## Virágkötészet
Kultivált változata, a telt virágú Bristol Fairy a virágkötészet egyik legkedveltebb nyári díszítő virága („rezgő” népies néven is).

## Egyéb felhasználás
Korábban finom kelmék tisztítására használták, illetve az ipar a különböző tisztítószerek habzóképességének növelésére használja.

## Gyűjtés
A gyökerét gyűjtik, amelynek a kérgét eltávolítják, megtisztítva, felszeletelve szárítják.